# Creeper (Jeepers Creepers)
Il Creeper è un personaggio creato dal regista Victor Salva, nonché il principale antagonista dei film Jeepers Creepers - Il canto del diavolo (Jeepers Creepers, 2001), Jeepers Creepers 2 - Il canto del diavolo 2 ( Jeepers Creepers 2, 2003), Jeepers Creepers 3 (2017) e jeepers creepers:reborn.
Egli è un demone di origini antichissime, che si risveglia ogni ventitreesima primavera per nutrirsi di esseri umani per la durata di ventitré giorni. Il suo ruolo cinematografico è stato sempre interpretato da Jonathan Breck.

## Origini e storia
Il Creeper è una creatura terrificante e sconosciuta, le cui origini sono per lo più ignote.
Non si sa quando sia apparso per la prima volta, né cosa sia esattamente; le uniche particolarità note sono il suo risveglio ogni ventitreesima primavera e la necessità di rigenerare i suoi organi deteriorati con quelli delle sue vittime.
Nel primo film il suo covo è una chiesa, abbandonata e decadente, il cui seminterrato ha le pareti interamente tappezzate di centinaia di cadaveri ammucchiati nel corso degli anni. Questo suggerisce che il demone occupi il luogo da moltissimo tempo; si scopre inoltre che alcuni dei corpi presenti nel seminterrato hanno più di duecento anni, a conferma della vita secolare del demone. Inoltre risulta probabile che il mostro abbia eliminato tutti coloro che abbiano visitato il posto. 
Verso la fine del primo film, il Creeper si trasferisce in una vecchia fabbrica, dopo aver bruciato il suo antico rifugio per non farvi accedere temporaneamente le forze dell'ordine e fare così scoprire loro l'accesso al diabolico seminterrato (l'esistenza del sotterraneo viene però comunque scoperta, come confermato nel secondo film).
Il secondo film è ambientato in una contea vicina e a pochi giorni di distanza del primo film, quindi il demone agisce sempre nell'arco dei 23 giorni stabiliti precedentemente. Nella parte finale del film, il contadino (padre di una delle vittime del mostro) riesce a imprigionarlo, ormai in letargo, e a crocifiggerlo. Nell'ultima sequenza si ritrova ventitré anni dopo la sconfitta del Creeper, dove un gruppo di ragazzi paga il figlio maggiore del contadino per poter entrare nel fienile, dove si trova il demone, ancora in letargo, crocefisso, e l'uomo con un arpione puntato contro di lui, pronto per il suo imminente risveglio.

## Aspetto
Per camuffarsi tra gli uomini, il demone veste esattamente come uno di loro: indossa un lungo cappotto invernale e un cappello a tese larghe dello stesso colore, atto a coprirgli la mostruosa faccia. Nel primo film porta anche degli stivali pesanti, sebbene nel sequel ne sia privo e mostri così delle zampe artigliate e ricoperte da piume, come quelle che gli uccelli usano per afferrare le loro prede.
È anche dotato di enormi ali, che sono poste dietro la sua schiena e che può "appiattire" a proprio piacimento piegandole più volte su se stesse, fino a renderle completamente invisibili sotto il cappotto. La sua pelle è di colore grigio ed è chiazzata di verde. La sua mandibola ha sporgenze laterali seghettate e su ciascun lato del suo volto sono presenti lembi di pelle cadenti simili a quelli dei bulldog.
Nel primo film la creatura, sempre per passare inosservata, guida anche un vecchio camion arrugginito dalla targa "BEATNGU" (abbreviazione  sia di "Beating you", che in italiano vuol dire "picchiandoti", sia di "Be eating You", cioè "mangiandoti"), il quale si scoprirà poi essere il mezzo grazie al quale il demone, tamponando e quindi spaventando le proprie vittime, le sceglie in base alla loro paura.

## Alimentazione
In entrambi i film non viene rivelato se, oltre alla carne umana, il demone prediliga anche quella animale. In generale, il Creeper mangia dagli esseri umani solo ciò che gli serve per sopravvivere, e cioè gli organi interni come cuore e polmoni, ma anche "Occhi per poter vedere, nasi per poter odorare e orecchie per poter sentire". Usa invece altre piccole parti del loro corpo (denti, unghie, lembi di pelle, lobi, palpebre) solo per costruire vari utensili e armi. È costretto a mangiare non solo per mantenersi in vita, ma anche per rigenerarsi qualora sia gravemente ferito o abbia perso, ad esempio, un braccio, una gamba o addirittura la testa; in una scena del secondo film, ad esempio, il mostro deve mangiare la testa di un ragazzo affinché la sua, quasi spaccata a metà, ricresca completamente.

## Abilità
Oltre al superpotere della rigenerazione spontanea dopo aver mangiato una parte del corpo altrui, grazie al quale molto probabilmente è riuscito a sopravvivere nel corso dei secoli, il Creeper possiede molte altre abilità.
È dotato di forza e resistenza fisica incredibili, e può continuare a combattere anche se gravemente ferito. Ai protagonisti non basta impalarlo, investirlo ripetutamente con la macchina o conficcargli un arpione nella testa per ucciderlo.
Sa volare e in tal modo aumenta notevolmente la sua velocità. Specialmente nel secondo film, preferisce afferrare le proprie vittime in volo e portarle lontano.
Il suo olfatto ha una duplice funzione ed è assai sviluppato, soprattutto a distanza ravvicinata. Oltre alle due normali narici, il Creeper ne possiede una terza, posta sulla sommità del suo naso, che gli permette di capire quando una persona è impaurita e quale specifica parte del suo corpo vuole mangiare. Per questo il demone deve spaventare la gente, affinché scopra cosa voglia veramente da loro (se ad esempio gli occhi, il cuore o altri organi di senso) e se la persona in considerazione ha veramente quello che desidera. Non sceglie mai a caso. Nel primo film è rivelato che il Creeper guida il furgone non solo per non farsi notare di giorno e per trasportare cadaveri, ma anche proprio a tale scopo, cioè per terrorizzare i ragazzi protagonisti (difatti tampona violentemente la loro auto fino a mandarli fuori strada). Una volta che il demone ha individuato la sua preda, la caccia senza pietà e la insegue dovunque essa si trovi.
In una storia a fumetti canonica si scopre che è perfino capace di imprigionare nel proprio corpo le anime delle persone che uccide e divora.